# Festival La Rochelle Cinéma
 (décembre 2022).
Si vous disposez d'ouvrages ou d'articles de référence ou si vous connaissez des sites web de qualité traitant du thème abordé ici, merci de compléter l'article en donnant les références utiles à sa vérifiabilité et en les liant à la section « Notes et références ».
Le Festival La Rochelle Cinéma est un festival de cinéma, créé en 1973, qui se déroule chaque année pendant dix jours au début du mois de juillet. 
Caractérisé par l'absence de compétition, le festival présente chaque année plusieurs rétrospectives consacrées à des réalisateurs ou des acteurs, en combinant le cinéma de patrimoine et les œuvres de cinéastes contemporains. Une section est également consacrée à la découverte d'auteurs encore peu connus et, depuis quelques années, au cinéma d'animation.
Du 1er au 10 juillet 2022, le Fema a fêté sa 50e édition en programmant 170 longs métrages et 92 courts métrages, 4 expositions, et a réuni 88 908 spectateurs, soit une des meilleures fréquentations de son histoire.

## Liste des Hommages depuis 1998
- 1998 - Agnès Varda (France), Paul Schrader (États-Unis), etc.
- 1999 - Micheline Presle (France), Robert Wise (États-Unis), etc.
- 2000 - Danièle Dubroux (France), Alejandro Jodorowsky (Chili / France), etc.
- 2001 - Pedro Costa (Portugal), Serge Roullet (France), Béla Tarr (Hongrie), Fruit Chan (Hong-Kong), etc.
- 2002 - Juliette Binoche (France), Francesco Rosi (Italie), Abderrahmane Sissako (Mauritanie)
- 2003 - Anja Breien (Norvège), Goutam Ghose (Inde), Amos Gitaï (Israël), Marlen Khoutsiev (Russie), Nicolas Philibert (France)
- 2004 - Béatrice Dalle (France), Dominique Cabrera (France), Tian Zhuangzhuang (Chine), Peter Watkins (Grande-Bretagne)
- 2005 - Blake Edwards (États-Unis), Anna Karina (France), Rithy Panh (Cambodge), Sembene Ousmane (Sénégal), Liv Ullmann (Norvège-Suède)
- 2006 - Hirokazu Kore-eda (Japon), Bulle Ogier (France), Roman Polanski (France), Frères Quay (Grande-Bretagne)
- 2007 -  Anastasia Lapsui (en) et Markku Lehmuskallio (Finlande), Jean-Paul Rappeneau (France), Ulrich Seidl (Autriche), Isao Takahata (Japon)
- 2008 - Danielle Arbid (France/Liban), Raymond Depardon (France), Werner Herzog (Allemagne), Mike Leigh (Grande-Bretagne), la tribu Stévenin (France)
- 2009 - Ramin Bahrani (États-Unis/Iran), Nuri Bilge Ceylan (Turquie), Jacques Doillon (France), Bent Hamer (Norvège)
- 2010 - Sergey Dvortsevoy (Russie), Pierre Etaix (France), Peter Liechti (Suisse), Lucian Pintilie (Roumanie), Ghassan Salhab (Liban)
- 2011 - Bertrand Bonello (France), Jean-Claude Carrière (France), Denis Côté (Canada (Québec)), Mahamat-Saleh Haroun (Tchad), Kôji Yamamura (Japon)
- 2012 - Anouk Aimée (France), Joao Canijo (Portugal), Miguel Gomes (Portugal), Pierre-Luc Granjon (France), Agnès Varda (France)
- 2013 - Valeria Bruni Tedeschi (France/Italie), Andreas Dresen (Allemagne), José Luis Guerin (Espagne), Heddy Honigmann (Pérou), William Kentridge (Afrique du Sud), Jerry Lewis (États-Unis)
- 2014 - Jean-Jacques Andrien (Belgique), Pippo Delbono (Italie), Bruno Dumont (France), Hanna Schygulla (Allemagne)
- 2015 - Olivier Assayas (France), Marco Bellocchio (Italie), Hou Hsiao-Hsien (Taïwan), la famille Makhmalbaf (Iran)
- 2016 - Alain Guiraudie (France), Barbet Schroeder (France), Frederick Wiseman (États-Unis)
- 2017 - Laurent Cantet (France), Rubén Mendoza (Colombie), Volker Schlöndorff (Allemagne), Katsuya Tomita (Japon), Andrei Ujică (Roumanie)
- 2018 - Philippe Faucon (France), Lucrecia Martel (Argentine), Aki Kaurismäki (Finlande), Theodore Ushev (Canada)
- 2019 - Dario Argento (Italie), Caroline Champetier (France), Jessica Hausner (Autriche), Jean-François Laguionie (France), Elia Suleiman (Palestine)
- 2022 - Alain Delon (France), Joanna Hogg (Royaume-Uni), Jonás Trueba (Espagne)
- 2023 - Pierre Richard (France), Lars von Trier (Danemark), Adilkhan Yerzhanov (Kazakhstan)
- 2024 - Françoise Fabian (France), Michael Haneke (Autriche), Aktan Arym Kubat (Kirghizistan), Benjamín Naishtat (Argentine)
- 2025 - Pedro Almodóvar (Espagne), Christian Petzold (Allemagne)

## Liste des Rétrospectives depuis 1998
- 1998 - Henri Decoin (France)
- 1999 - Orson Welles (États-Unis)
- 2000 - William Wyler (États-Unis), Brigitte Helm (Allemagne/France/Grande-Bretagne)
- 2001 - Joseph L. Mankiewicz (États-Unis)
- 2002 - Douglas Sirk (Allemagne/États-Unis), Jacques Tati et Sophie Tatischeff (France)
- 2003 - Guy Gilles (France), Anthony Mann (États-Unis), Friedrich Wilhelm Murnau (Allemagne)
- 2004 - Charley Chase et Leo McCarey (États-Unis), Vincente Minnelli (États-Unis)
- 2005 - Louise Brooks (États-Unis), Michael Powell (Grande-Bretagne)
- 2006 - John Huston (États-Unis), Harold Lloyd (États-Unis), Maurice Ronet (France)
- 2007 - John Ford (États-Unis), Delphine Seyrig (France), Cinéma muet et érotisme
- 2008 - Nicholas Ray (États-Unis), Erich von Stroheim et Josef von Sternberg
- 2009 - Joseph Losey (États-Unis), Ladislas Starewitch (Russie/France), les frères Prévert (France), Hypnose et Cinéma muet
- 2010 - Elia Kazan (États-Unis), Eric Rohmer (France), Greta Garbo (période muette)
- 2011 - Buster Keaton (États-Unis), David Lean (Grande-Bretagne)
- 2012 - Benjamin Christensen (Danemark), Raoul Walsh (États-Unis), Charlie Chaplin (États-Unis), Teuvo Tulio (Finlande)
- 2013 - Max Linder (France), Billy Wilder (États-Unis)
- 2014 - Bernadette Lafont (France), L'âge d'or du cinéma muet Soviétique, Howard Hawks (États-Unis)
- 2015 - Louis Feuillade et Musidora (France), Luchino Visconti (Italie), Alexander Mackendrick (États-Unis)
- 2016 - Carl Th. Dreyer (Danemark), Jean Vigo (France), Alberto Sordi (Italie)
- 2017 - Andreï Tarkovski (Russie), Alfred Hitchcock (Royaume-Uni), Michael Cacoyannis (Grèce)
- 2018 - Les drôles de dames du cinéma muet, Robert Bresson (France), Ingmar Bergman (Suède)
- 2019 - Charles Boyer (États-Unis), Arthur Penn (États-Unis), Kira Mouratova (URSS)
- 2022 - Audrey Hepburn (États-Unis), Pier Paolo Pasolini (Italie), Binka Jeliaskova (Bulgarie)
- 2023 - Bette Davis (États-Unis), Sacha Guitry (France)
- 2024 - Marcel Pagnol (France), Natalie Wood (États-Unis), Chantal Akerman (Belgique)
- 2025 - Edward Yang (Taïwan), Claude Chabrol (France), Barbara Stanwyck (États-Unis)

## Liste des Découvertes depuis 2003
- 2003 - Dernières nouvelles du cinéma allemand
- 2004 - Vincent Pluss et le nouveau cinéma suisse, Ali-Reza Amini (Iran), Andrew Kötting (Grande-Bretagne)
- 2005 - Du côté de l'Est avec Paweł Pawlikowski (Grande-Bretagne/Pologne)
- 2006 - Nikos Panayotopoulos (Grèce), Dito Tsintsadze (Géorgie/Allemagne)
- 2007 - Les cinéastes iraniennes d'aujourd'hui
- 2008 - L'effervescence du cinéma belge francophone
- 2009 - Le jeune cinéma de Malaisie
- 2010 - Le nouveau cinéma indien
- 2011 - Documentaires mexicains
- 2012 - Pema Tseden (Chine/Tibet)
- 2013 - Le nouveau cinéma Chilien
- 2014 - Midi Z
- 2015 - La Géorgie d'aujourd'hui
- 2016 - Yeşim Ustaoğlu et les femmes cinéastes Turques
- 2017 - Le cinéma israélien aujourd'hui
- 2018 - Le cinéma bulgare aujourd'hui
- 2019 - Du côté de l'Islande
- 2022 - Le nouveau cinéma ukrainien

## Liste des Nuits Blanches depuis 1998
- 1998 - Nuit blanche du Diable
- 1999 - Nuit du Rail
- 2000 - Nuit blanche « Sur la route »
- 2001 - Nuit blanche Gothique (5 films de Terence Fisher - Grande-Bretagne)
- 2002, 2003 - Nuit blanche du Film Noir
- 2004 - Nuit blanche Katharine Hepburn
- 2005 - Nuit blanche Marlon Brando
- 2006 - Nuit blanche avec les Éditions Fayard
- 2007 - Nuit blanche Robert Mitchum
- 2008 - Nuit blanche Marlene Dietrich
- 2009 - Nuit blanche extrême et asiatique
- 2010 - Nuit blanche Georges Delerue
- 2011 - La Nuit blanche inattendue de La Cinémathèque française
- 2012 - Nuit blanche avec Silvana Mangano
- 2013 - Trains de nuit
- 2014 - Nuit blanche de l'évasion
- 2015 - Nuit John Carpenter
- 2016 - La Nuit des planètes interdites
- 2017 - Une nuit avec Schwarzie ! Arnold dans tous ses états
- 2018 - Une nuit avec Christopher Walken